# باب تیسدال
باب تیسدال (انگلیسی: Bob Tisdall; ۱۶ مهٔ ۱۹۰۷ – ۲۷ ژوئیهٔ ۲۰۰۴) دونده اهل جمهوری ایرلند بود.
از افتخارات وی میتوان به کسب مدال طلا ۴۰۰ متر با مانع در بازی‌های المپیک تابستانی ۱۹۳۲ اشاره کرد.